# Rhamphomyia subpusilla
Rhamphomyia subpusilla är en tvåvingeart som beskrevs av Frey 1951. Rhamphomyia subpusilla ingår i släktet Rhamphomyia och familjen dansflugor. Inga underarter finns listade i Catalogue of Life.